# 浮鸥属
浮鸥属（学名：Chlidonias）是鸥科下的一个属。

## 下属物种
本属包括以下物种：
- 黑额燕鸥 Chlidonias albostriatus (G.R.Gray, 1845)
- 灰翅浮鸥 Chlidonias hybrida (Pallas, 1811)，鬚浮鷗
- 白翅浮鸥 Chlidonias leucopterus (Temminck, 1815)，白翅黑燕鷗
- 黑浮鸥 Chlidonias niger (Linnaeus, 1758)，黑浮燕鷗